# الشجب
الشجب (ماویه) (به عربی: الشجب) یک منطقهٔ مسکونی در یمن است که در ناحیه ماویه واقع شده‌است.
 الشجب  ۱٬۳۹۱ نفر جمعیت دارد.